# Pillangókisasszony
A Pillangókisasszony (eredeti cím: Madama Butterfly) Giacomo Puccini egyik háromfelvonásos operája. A szövegkönyvet Luigi Illica és Giuseppe Giacosa írták John Luther Long 1898-as elbeszélése nyomán.
Az ősbemutatója 1904. február 17-én volt a milánói Scalában. A sikertelen debüt után, május 28-án Puccini átírta, és Bresciában ismét színre vitte az operát, mely ezúttal hatalmas sikert aratott.
Az Opera America (az egyesült államokbeli operaházak szövetsége) felmérései szerint a Pillangókisasszony a legsikeresebb és a legtöbbször színre vitt opera az Amerikai Egyesült Államokban.

## Verziók

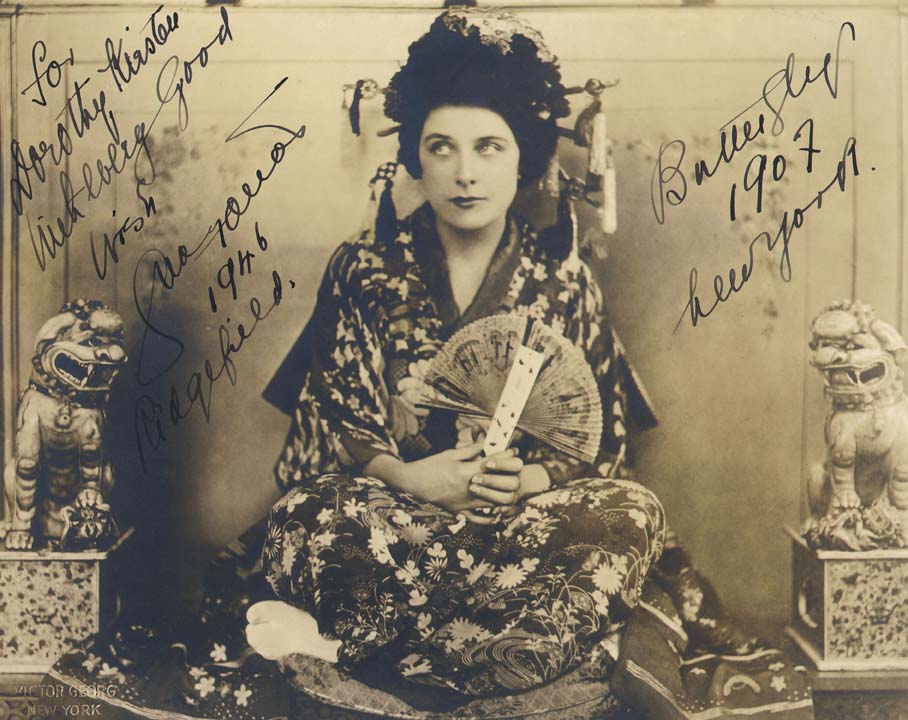
Geraldine Farrar mint Madama Butterfly, 1907

Puccini az opera öt változatát írta meg. Az első kétfelvonásos operát az említett Scala-beli sikertelen bemutatása után visszavonták. A tragikus ősbemutatót követően Puccini lényegesen átírta, ezúttal háromfelvonásosra. A második változatot 1904. május 28-án játszották Bresciában, amit hatalmas siker követett. Az Amerikai Egyesült Államokban a második változatot mutatták be 1906 októberében Washingtonban, majd novemberben New Yorkban a New English Opera Company bemutatásában (angol fordításban).
1906-ban Puccini megírta a harmadik változatot, amelyet New Yorkban a Metropolitan operaházban mutattak be. 1907-ben Puccini változtatásokat végzett vokális és zenekari téren, és így jött létre a mű negyedik változata, amely Párizsban került bemutatásra.
1907-ben az utolsó változtatások után megszületett az opera ötödik változata, amely a "Standard Verzió"-ként vált ismertté. Ez világszerte a legközkedveltebb formája a műnek. Viszont az opera eredeti 1904-es változatát sikeresen felújították a La Scalában 2016. december 7-én, Riccardo Chailly irányítása alatt. A szopránt Maria José Siri, a mezzoszopránt Annalisa Stroppa, a tenort Bryan Hymel és a baritont Carlos Álvarez alakította.

## Az előadás története
A világ számos operaházában bemutatták legelső, azaz a "Standard Verzió"-ját. Ezek közé tartozik a Buenos Aires-i 1904. július 2-i előadás, amelyet Arturo Toscanini vezényelt a Teatro de la Operában. Ez volt az első Olaszországon kívüli előadás. Nagy-Britanniában, először Londonban 1905. július 10-én mutatták be a Royal Opera House-ban. Az Amerikai Egyesült Államokban elsőként a washingtoni Columbia Theater adott otthont az operának 1906. október 15-én. A New York-i premier 1906. november 12-én volt, a Garden Theatre-ben. A Metropolitanben a zeneszerző jelenlétében mutatták be 1907. február 11-én, Arturo Vigna vezényelésében (a főbb szerepekben: Geraldine Farrar Cso-cso-szán, Enrico Caruso Pinkerton, Louise Homer Szuzuki, Antonio Scotti Sharpless). Három évvel később Ausztráliában, a Theatre Royal in Sydney-ben 1910. március 26-án Amy Castles főszereplésével mutatták be.
1915 és 1920 között Cso-cso-szán szerepét alakító Tamaki Miura, japán operaénekes ezáltal szerzett nemzetközi hírnevet. A mai napig is szobor őrzi az ő és Puccini emlékét Nagaszaki kikötőváros operaháza előtt.

## Szereplők

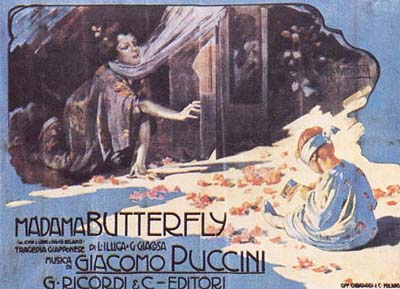
Régi plakát

| Szereplő                                    | Hangfekvés   |
| ------------------------------------------- | ------------ |
| Cso-cso-szán (Madame Butterfly), gésa       | szoprán      |
| Szuzuki, Cso-cso-szán szolgálólánya         | mezzoszoprán |
| B. F. Pinkerton, amerikai tengerészhadnagy  | tenor        |
| Sharpless, amerikai konzul                  | bariton      |
| Goro, kerítő                                | tenor        |
| Jamadori, herceg                            | bariton      |
| Bonc, Cso-cso-szán nagybátyja               | basszus      |
| Kate Pinkerton, a tengerészhadnagy felesége | mezzoszoprán |

## Cselekmény
Helyszín: Nagaszaki, Japán
Idő: 1904

### Első felvonás
B. F. Pinkerton amerikai tengerészhadnagy, a USS Abraham Lincoln hadihajó parancsnoka egyik nagaszaki tartózkodása alkalmával japán módra házasságot köt egy 15 éves gésával, Cso-cso-szánnal, akit ismerősei Butterflynak, azaz Pillangónak hívnak. Az esküvőt Goro, a kerítő szervezi. Sharpless amerikai konzul megpróbálja Pinkertont lebeszélni, miután megtudja, hogy a lány igazán hisz a házasságban. A konzul megtudja, hogy Cso-cso-szán a vőlegénye kedvéért áttért a keresztény vallásra, emiatt sohasem térhet vissza saját népének körébe. Pinkerton rájön, hogy a lány apja egy kegyvesztett szamuráj volt, aki lányát eladta gésának. Az esküvői mulatságot Bonc, a lány nagybátyja zavarja meg, aki kiátkozza, mert felvette a kereszténységet. A hadnagyot elszólítja a kötelesség, és azt ígéri, egy év múlva visszatér, de mivel nem veszi komolyan a házasságot, három évig nem is hallat magáról.

### Második felvonás
Szuzuki gyanítja a tengerészhadnagy szándékát, de mikor szóvá teszi úrnőjének, az megpirongatja. Cso-cso-szán bérelt házába megérkezik Sharpless egy levéllel, melyben Pinkerton tudatja, hogy megnősült Amerikában és hamarosan meglátogatja majd új feleségével. Cso-cso-szán, aki nem tud angolul olvasni, a levél láttán fellelkesedik, mivel azt hiszi, a hadnagy visszatér hozzá. A lány lelkesedését látva a konzul nem mondja el az igazságot. Megérkezik Goro, egy új kérővel, Jamadori herceggel. Cso-cso-szán visszautasítja, emlékeztetve a kerítőt, hogy neki már van férje. Goro elmagyarázza neki a japán hagyományt, mely szerint az egyedül hagyott asszony elvált asszonynak számít, mire a lány visszafeleli, hogy ő már amerikai asszony. Sharpless megpróbálja meggyőzni, de sikertelenül. Cso-cso-szán bemutatja a konzulnak Pinkerton kisfiát. Miután a konzul távozik, a távolban ágyúdörgések hallatszanak, amelyek az amerikai USS Abraham Lincoln közeledtét harangozzák be. Cso-cso-szán és Szuzuki virágokkal feldíszítik a házat, majd Cso-cso-szán átvirrasztja az éjszakát férjére várva.

### Harmadik felvonás
Szuzuki meggyőzi úrnőjét, hogy feküdjön le az átvirrasztott éjszaka után, majd ő várja a tengerészhadnagyot. Pinkerton Sharpless társaságában érkezik és közli Szuzukival, hogy Amerikában megnősült és a szolgálólány segítségét kérik a hír átadására Cso-cso-szánnak. Szuzuki csak azután egyezik bele, miután Sharpless biztosítja őt, hogy Pinkerton felesége gondját viseli majd a gyereknek. Mikor Cso-cso-szán belép a szobába, Kate Pinkertonnal, a hadnagy feleségével találja magát szembe, aki bocsánatért esedezik és megígéri, hogy gondját viseli majd a gyereknek. Cso-cso-szán a híreket apatikus nyugalommal fogadja, ekkor döbben rá, mit tett vele Pinkerton. Látogatóit elküldi, kérve őket, hogy fél óra múlva térjenek vissza a gyerekért. Elbúcsúzik a gyerektől, beköti annak szemét és kezébe egy amerikai zászlót ad. Felveszi apja tőrét és japán módra véget vet életének.

## Híres áriák
- Spi[11]ra sul mare e sulla terra – Cso-cso-szán belépője (első felvonás)
- Bimba dagli occhi pieni di malia – Cso-cso-szán és Pinkerton duettje (első felvonás)
- Un bel di vedremo – nagyária (második felvonás)
- Scuoti quella fronda di ciliegio – Cseresznyevirág-kettős: Cso-cso-szán és Szuzuki (második felvonás)
- Zümmögőkórus (második felvonás)
- Addio, fiorito asil – Pinkerton áriája (harmadik felvonás)
- Tu! Tu! Piccolo iddio – Cso-cso-szán áriája (harmadik felvonás)
- Con onor muore – Cso-cso-szán áriája (harmadik felvonás)